# Portonovo SD
Portonovo SD is een Spaanse voetbalclub uit Portonovo die uitkomt in de Tercera División. De club werd opgericht in 1948.